# 罗西·布拉伊多蒂
罗西·布拉伊多蒂（義大利語：Rosi Braidotti，1954年9月28日—），是一位当代哲学家与女性主义理论家。